# Helltown
Helltown è una leggendaria cittadina dell'Ohio la cui ubicazione viene indicata nei dintorni di Boston, nella Contea di Summit.
Le leggende popolari vorrebbero la presenza di un alone malefico sulla città, cosa che infatti ne avrebbe alimentato la fama di essere un ponte per l'Inferno. Sebbene possano sembrare materia di folclore, tali racconti vengono considerati come facenti parte del fakelore, materiali di invenzione presentati in modo da avere un'aura e un'apparenza tradizionale
Il cimitero comunale sarebbe infestato da fantasmi, la cappella presbiteriana adottata da gruppi satanici come luogo di ritrovo segreto dove verrebbero sacrificati animali e compiuti altri rituali.
Un'altra leggenda parla della presenza di creature mutanti nate da un'esplosione di prodotti chimici di una vecchia fabbrica; esse abiterebbero nelle aree boschive e di campagna circostanti al paese. Confluita in questa credenza folkloristica è il Peninsula Python, un serpente gigante che sarebbe stato avvistato più volte, ma la cui esistenza non è mai stata provata.